# 록마차우

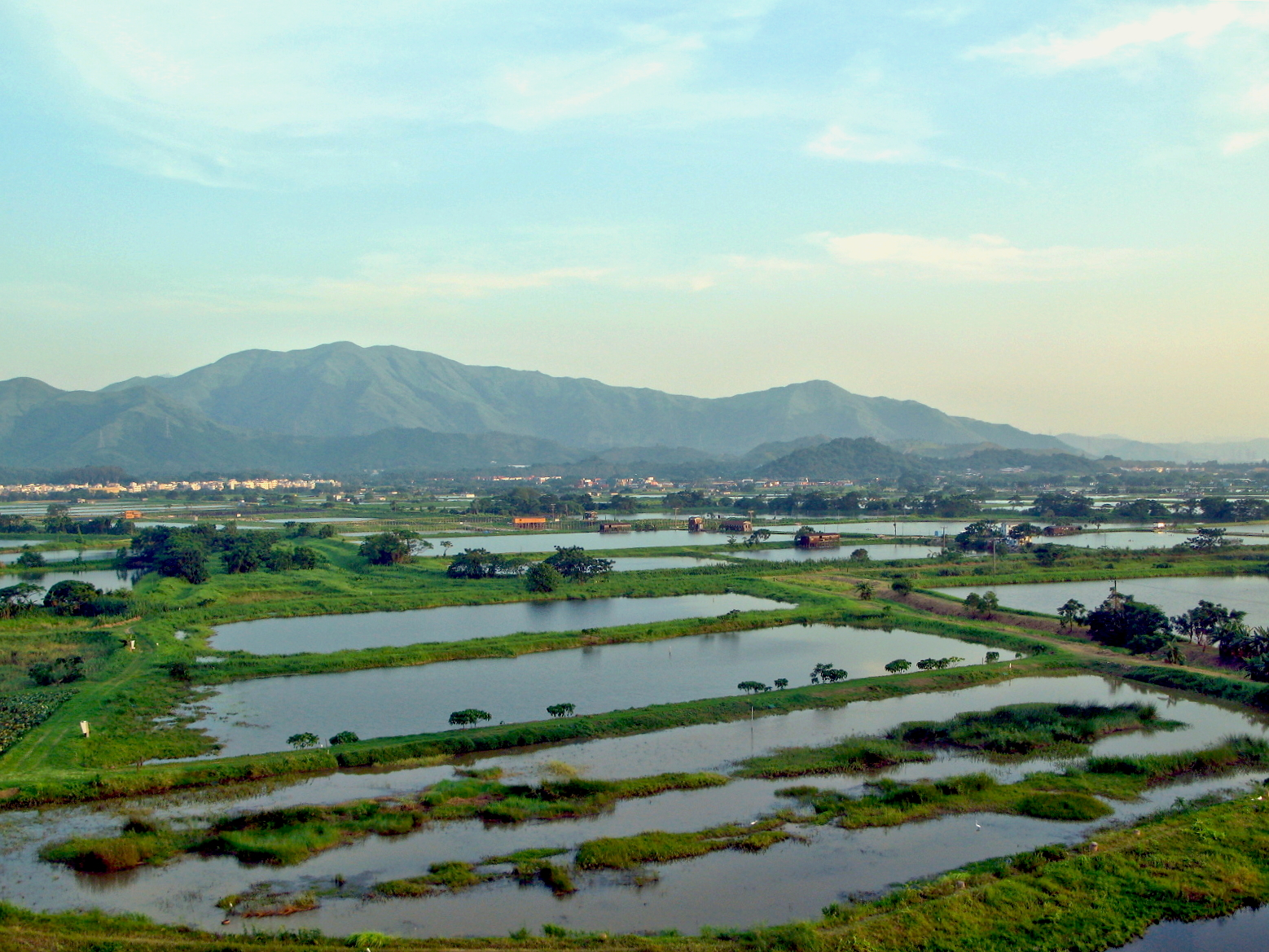
록마차우의 지역 대부분이 습지대이다.

록마차우(중국어: 落馬洲)는 홍콩 신제의 마을이다. 셩수이 서쪽 약 5㎞ 구릉지대에 있으며, 중국 본토를 내려다보는 전망대가 있는 곳이다. 눈 아래 중국측에는 드넓은 논, 홍콩측에는 오리사육장, 그 가운데 농가가 보이고 동쪽에서 서쪽으로 흐르는 션쩐허의 한 가운데는 국경선으로 되어 있다. ‘록마’라는 지명은 말에서 떨어진다는 뜻이 아니라 말에서 내린다는 뜻이며, 옛날 송나라의 황제가 피난와 있던 것에 경의를 표해 말에서 내렸다는 고사에서 유래한다.